# Marengo (Iowa)
Marengo – miasto w Stanach Zjednoczonych, w stanie Iowa, siedziba hrabstwa Iowa. W 2000 liczyło 2 535 mieszkańców.